# Tipula (Vestiplex) semivittata
Tipula (Vestiplex) semivittata is een tweevleugelige uit de familie langpootmuggen (Tipulidae). De soort komt voor in het Palearctisch gebied.